# Welterbe in Aserbaidschan
Zum Welterbe in Aserbaidschan gehören (Stand 2023) fünf UNESCO-Welterbestätten, vier Stätten des Weltkulturerbes und eine Stätte des Weltnaturerbes. Aserbaidschan hat die Welterbekonvention 1993 ratifiziert, die erste Welterbestätte wurde 2000 in die Welterbeliste aufgenommen. Die letzten Welterbestätten wurden 2023 eingetragen.

## Welterbestätten
Die folgende Tabelle listet die UNESCO-Welterbestätten in Aserbaidschan in chronologischer Reihenfolge nach dem Jahr ihrer Aufnahme in die Welterbeliste (K – Kulturerbe, N – Naturerbe, K/N – gemischt, (G) – auf der Liste des gefährdeten Welterbes).
| Bild                                       | Bezeichnung                                                                 | Jahr | Typ | Ref. | Beschreibung |
| ------------------------------------------ | --------------------------------------------------------------------------- | ---- | --- | ---- | --- |
| Palast der Schirwanschahs (weitere Bilder) | Befestigte Stadt von Baku mit Shirwan Shah Palast und Mädchenturm (Lage)    | 2000 | K   | 958  | umfasst İçəri Şəhər, die historische Innenstadt von Baku, mit dem Palast der Schirwanschahs und Qız Qalası, dem Jungfrauenturm                                                          |
| (weitere Bilder)                           | Felsbilder und Kulturlandschaft von Gobustan (Lage)                         | 2007 | K   | 1076 | umfasst drei Gebiete innerhalb des Staatlichen historisch-künstlerischen Schutzgebiet Gobustans mit Felsritzungen sowie Resten bewohnter Höhlen, Siedlungen und Begräbnisstätten.       |
| Karawanserei                               | Altstadt von Şəki mit Khanspalast (Lage)                                    | 2019 | K   | 1549 | Die Stätte umfasst die Altstadt von Şəki und den Khanspalast. |
| (weitere Bilder)                           | Hyrkanische Wälder (Lage)                                                   | 2023 | N   | 1584 | Erweiterung des Welterbes Hyrkanische Wälder im Iran um die Stätten Dangyaband und das İstisuchay-Tal an der Südküste des Kaspischen Meeres. Erfülltes Kriterium für Weltnaturerbe: ix. |
| (weitere Bilder)                           | Kulturlandschaft des Khinalig-Volkes und „Köç Yolu“-Transhumanzroute (Lage) | 2023 | K   | 1696 | |

## Tentativliste
In der Tentativliste sind die Stätten eingetragen, die für eine Nominierung zur Aufnahme in die Welterbeliste vorgesehen sind.
Mit Stand 2024 sind zwölf Stätten in der Tentativliste von Aserbaidschan eingetragen, die letzte Eintragung erfolgte im September 2024.
Die folgende Tabelle listet die Stätten in chronologischer Reihenfolge nach dem Jahr ihrer Aufnahme in die Tentativliste.
| Bild                                                                 | Bezeichnung                                                            | Jahr | Typ | Ref. | Beschreibung |
| -------------------------------------------------------------------- | ---------------------------------------------------------------------- | ---- | --- | ---- | --- |
| (weitere Bilder)                                                     | Surakhany, Atashgyakh (Feueranbeter, Tempelmuseum in Surakhany) (Lage) | 1998 | K   | 1172 | Der Ateschgah ist ein ehemaliger Feuertempel im Bezirk Suraxanı der Hauptstadt Baku.                             |
| Momine-Khatun-Mausoleum                                              | Mausoleum von Naxçıvan                                                 | 1998 | K   | 1173 | umfasst das Mausoleum des Jussuf ibn Kusejir (Lage) und das Momine-Khatun-Mausoleum (Lage) in der Stadt Naxçıvan |
| Fauna- und Flora-Ablagerungen der Vierten Periode in Binəqədi        | Fauna- und Flora-Ablagerungen der Vierten Periode in Binəqədi          | 1998 | N   | 1175 | Fauna- und Flora-Fossilienfundstätte des Pliozäns in einem Asphaltsee im Bezirk Binəqədi von Baku.               |
| BW                                                                   | Schlammvulkan Lökbatan (Lage)                                          | 1998 | N   | 1176 | |
| BW                                                                   | Höhenzug der Baku-Stufe (Lage)                                         | 1998 | N   | 1177 | Höhenzug nahe der Siedlung Bibi-Heybat im Bezirk Səbail von Baku.                                                |
| Chirag Gala                                                          | Verteidigungsbauten am Kaspischen Meer                                 | 2001 | K   | 1573 | |
| Historisches und architektonisches Schutzgebiet Şuşa                 | Historisches und architektonisches Schutzgebiet Şuşa                   | 2001 | K   | 1574 | |
| Historisches und architektonisches Schutzgebiet Ordubad              | Historisches und architektonisches Schutzgebiet Ordubad (Lage)         | 2001 | K   | 1575 | |
| Khudafarin Brücken und verwandte Stätten                             | Khudafarin Brücken und verwandte Stätten                               | 2021 | K   | 6621 | |
| Prähistorische Stätten der Asych und Taghlar Höhlen                  | Prähistorische Stätten der Asych und Taghlar Höhlen                    | 2021 | K   | 6547 | |
| Antike Stadt von Qəbələ                                              | Antike Stadt von Qəbələ                                                | 2024 | K   | 6778 | |
| Der historisch-kulturelle und Natur-Komplex vom Gamigaya und Goy-gol | Der historisch-kulturelle und Natur-Komplex vom Gamigaya und Goy-gol   | 2024 | K/N | 6779 | |